# Roman Łapin
Roman Nikiforowicz Łapin (ros. Роман Никифорович Лапин, ur. 26 listopada?/9 grudnia 1901 we wsi Warwarowka w guberni charkowskiej, zm. 4 lutego 1991 w Nowym Oskole) – radziecki wojskowy, podpułkownik, Bohater Związku Radzieckiego (1945).

## Życiorys
Urodził się w rosyjskiej rodzinie chłopskiej. Miał wykształcenie podstawowe, od 1920 do 1937 i ponownie od czerwca 1941 służył w Armii Czerwonej, brał udział w wojnie domowej w Rosji. W 1928 skończył szkołę piechoty, a w 1944 kursy przy Akademii Wojskowej im. Frunzego, od 1942 należał do WKP(b), od sierpnia 1944 uczestniczył w wojnie z Niemcami. Jako dowódca 685 pułku piechoty 193 Dywizji Piechoty 65 Armii 2 Frontu Białoruskiego w styczniu 1945 brał udział w walkach nad Narwią w rejonie Serocka, potem nad Wisłą w rejonie Grudziądza. Brał również udział w walkach o Płońsk, Gdańsk i Szczecin. W 1947 został zwolniony do rezerwy w stopniu podpułkownika. Kierował miejską gospodarką komunalną w Nowym Oskole i był przewodniczącym Rady Miejskiego Nowego Oskołu.

## Odznaczenia
- Złota Gwiazda Bohatera Związku Radzieckiego (29 czerwca 1945)
- Order Lenina (29 czerwca 1945)
- Order Czerwonego Sztandaru (trzykrotnie)
- Order Suworowa III klasy
- Order Wojny Ojczyźnianej I klasy
- Medal „Za zwycięstwo nad Niemcami w Wielkiej Wojnie Ojczyźnianej 1941–1945”
- Medal „Za wyzwolenie Warszawy”
- Medal „Weteran pracy”
- Medal „Weteran Sił Zbrojnych ZSRR”
- Krzyż Walecznych (Polska Ludowa)
- Medal Zasłużonym na Polu Chwały (Polska Ludowa)
- Medal za Warszawę 1939–1945
- Medal za Odrę, Nysę, Bałtyk